# 무와히드 칼리파국
알무와히둔(아랍어: الموحدون 알-무와히둔[*], '하느님의 유일함을 믿는 자들'), 또는 무와히드 칼리파국은 베르베르인의 무슬림 칼리파 왕조였으며 12세기에 설립됐다. 모든 북부 아프리카를 정복해 리비아와 알안달루스, 무어인이 지배하던 이베리아반도까지 다스렸다. 1130년 - 1163년까지 아브드 알무민이 원래 존재하던 강대국을 물리치고 모든 지역을 장악하며 대군주로 입지를 다졌다. 무어인의 이베리아 또한 무와히드조에 무릎을 꿇었으며 1170년 수도를 지금의 세비야로 옮기기에 이른다. 그러나 1212년 무함마드 나시르가 카스티야, 아라곤, 나바라, 포르투갈의 기독교 4왕국 연합에 패배하면서 세력이 약화된다. 전투에서 무와히드조는 열세로 밀려났으며 이베리아반도의 실권을 내주게 됐다. 무어인의 거대한 유산이던 코르도바와 세비야도 머지 않아 기독교의 손에 넘어가 각각 1236년과 1248년 빼앗겼다. 아프리카 일대에 계속해서 영향을 미쳤으나 마린 왕조가 1215년 여러 부족과 반기를 들어 세력이 더욱 약화됐다. 마지막 군주였던 마라케크는 1269년 노예에 의해 살해당했다.

## 역대 군주
1. 아브드 알무민 (1130년 ~ 1163년)
2. 아부 야쿠브 유스프 1세 (1163년 ~ 1184년)
3. 야쿱 알만수르 (1184년 ~ 1199년)
4. 무함마드 나시르 (1199년 ~ 1213년)
5. 유스프 2세 (1214년 ~ 1224년)
6. 압둘 알와히드 (1224년)
7. 압달라 알아딜 (1224년 ~ 1227년)
8. 야흐야 (1227년 ~ 1235년)
9. 이드리스 1세 (1227년 ~ 1232년)
10. 압둘 와히드 라시드 (1232년 ~ 1242년)
11. 아브르 하산 사이드 (1242년 ~ 1248년)
12. 우마르 (1248년 ~ 1266년)
13. 이드리스 2세 (1266년 ~ 1269년)